# Aristolochia heppii
Aristolochia heppii är en piprankeväxtart som beskrevs av Hermann Merxmüller. Aristolochia heppii ingår i släktet piprankor, och familjen piprankeväxter. Inga underarter finns listade i Catalogue of Life.